# Rinaldo De Benedetti
Rinaldo Lazzaro De Benedetti, noto anche con gli pseudonimi Didimo e Sagredo (Cuneo, 16 marzo 1903 – Milano, 9 gennaio 1996), è stato uno scrittore italiano.
Nel secondo dopoguerra ha introdotto per primo in Italia la divulgazione scientifica e le piccole enciclopedie.

## Biografia
Lazzaro Rinaldo De Benedetti nasce da una famiglia della piccola borghesia ebraica piemontese.
La madre Giuditta Momigliano (figlia di Salomone di Mondovì) è sorella di Felice Momigliano, lo storico e scrittore, Professore di Filosofia alla Facoltà di Magistero di Roma e fervido studioso di Giuseppe Mazzini. Di lui sono noti parecchi libri sul pensatore patriota, nonché su Carlo Cattaneo, sul socialismo, su ebraismo e cristianesimo e tanto altro. Nel suo salotto romano si ritrovano scrittori e intellettuali, tra i quali: Pirandello, Alfredo Panzini, Ernesto Buonaiuti e Giuseppe Gallico.
Il padre Celestino (figlio di Lazzaro di Casale Monferrato) è un socialista di tradizioni garibaldine e di professione assicuratore. Entrambe le famiglie materna e paterna discendono da quegli ebrei cacciati dalla Spagna dei re cattolici che attraversarono i Pirenei e poi le Alpi e si stabilirono in Piemonte. De Benedetti è la traduzione dell'ebraico ben Baruch (figlio di Benedetto); Momigliano viene da Montmèlian (paese della Savoia) dove sostarono nella loro fuga.

## Il periodo cuneese
A due anni Rinaldo perde la madre per le complicazioni di un secondo parto. Il padre, rimasto con l'unico figlio, si risposa con Linda Cavaglion, unione da cui nascono Emilia e Bruno. Frequenta l'asilo ebraico, dove a quattro anni gli insegnano a leggere l'ebraico e poi il Liceo Classico. Nonostante la propensione per le lettere, spinto dalle donne di casa, si iscrive al Politecnico di Torino e, nel 1926, si laurea in Ingegneria Meccanica.

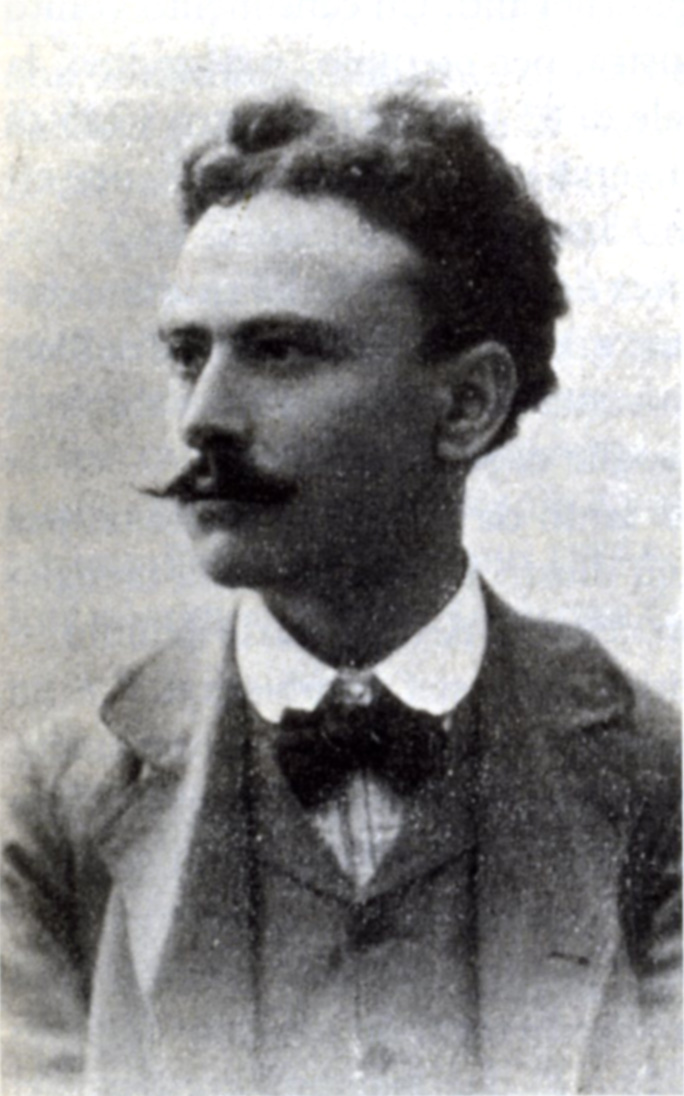
Felice Momigliano a Udine, 1901 (per gentile concessione di Valerio Marchi)

Da liceale passa le estati in compagnia dello zio Felice che viene a Cuneo per le vacanze. Gli fa da segretario e lo accompagna in lunghe gite in bicicletta. A Cuneo frequenta la casa della zia Emma Momigliano e il figlio di lei: l'amico fraterno e cugino Alfredo Segre. Si reca sovente a Caraglio dove abitano i cugini e amici Arnaldo Momigliano, Tiziana e Fernanda. A diciassette anni scrive le prime poesie, una vena che gli scorrerà per tutta la vita.

## Ingegnere
Appena laureato, non trovando lavoro in Italia, emigra in Francia, a Nizza, dove subito si impiega in un'officina meccanica. Gli interessi letterari intanto si concretizzano nel Romanzo di Catullo, racconti e poesie. Intanto si applica con successo nel trasformare tutti gli ingranaggi dell'officina da diritti in elicoidali, ottenendo maggior affidabilità e un ambiente meno rumoroso. A latere della professione, prosegue la sua attività letteraria con racconti, poesie e un romanzo autobiografico dal titolo I Due Panfilo.
Nel 1928 Rinaldo viene richiamato in Italia dal padre essendo stato richiesto a Milano dalla Compagnia Generale di Elettricità (C.G.E.) dove tempo addietro aveva fatto domanda di impiego. Il clima politico nella città è pesante. Passano due anni e gli viene richiesta la tessera fascista per continuare a lavorare. Non adattandosi lascia l'azienda. Si impiega a Torino presso i cugini Treves. Per Angelo Treves impianta un laboratorio chimico. Nel 1931 il padre Celestino viene a mancare. Rinaldo raccoglie i fratelli a Torino. Non molto dopo la sorella Emilia va sposa a Enrico Revere, ufficiale della Regia Marina e si stabilisce a La Spezia. Il fratello Bruno, geometra, si sposa a Torino. In questo periodo Rinaldo frequenta i circoli antifascisti della città. Conosce la mamma di Piero Gobetti, che era morto esule in Francia e più tardi, a Milano, Riccardo Bauer.

## Insegnante e redattore

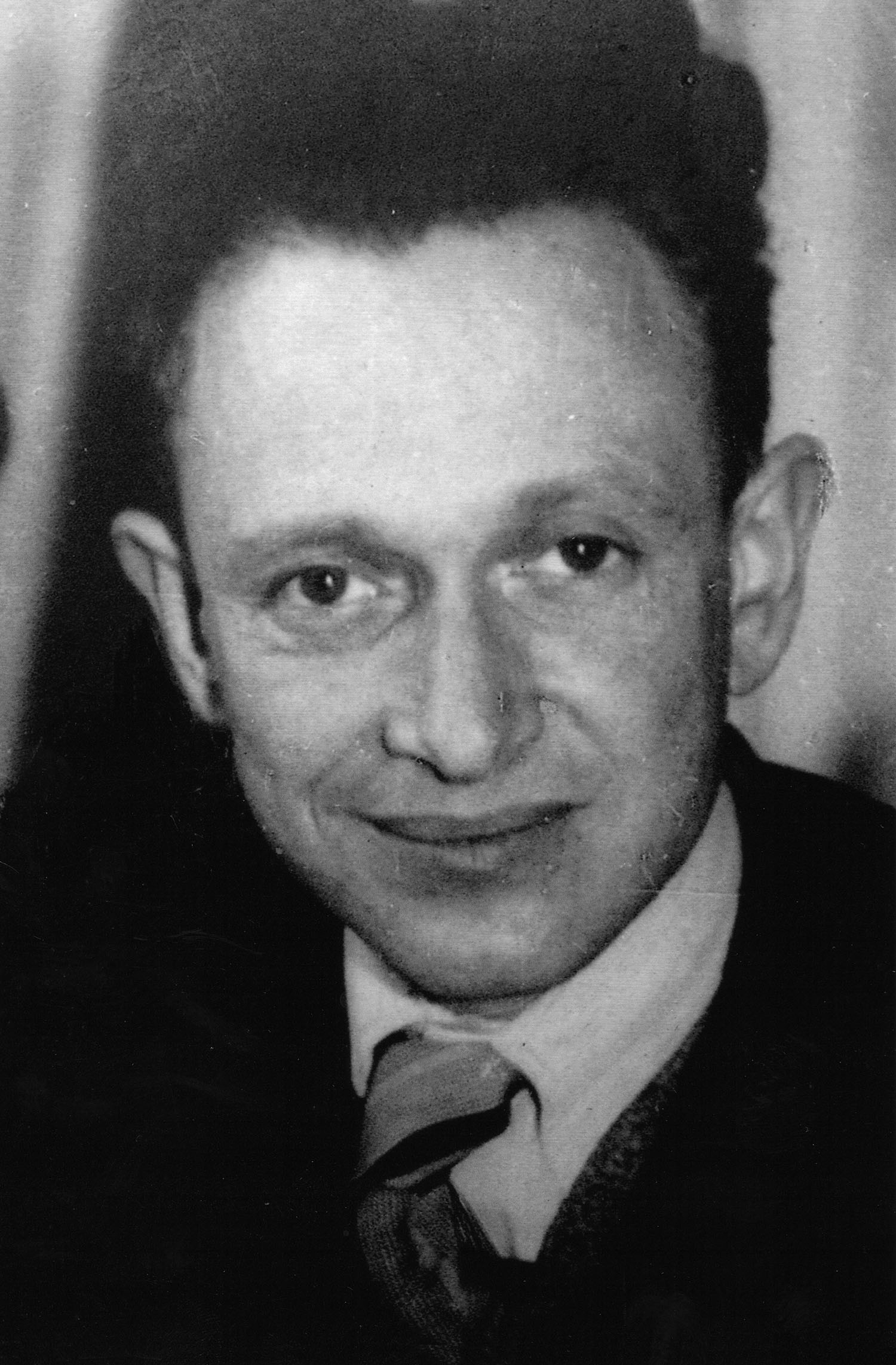
Rinaldo De Benedetti, Milano 1932

Nel 1932 decide di stabilirsi definitivamente a Milano e si mette a insegnare nelle scuole private, tra cui il Leonardo da Vinci di Arturo Finzi. Lì incontra molti intellettuali, che non hanno aderito al fascismo e stringe amicizia con il fisico Gino Sacerdote, il letterato Umberto Segre, il fisico Umberto Forti, lo storico della filosofia Vittorio Enzo Alfieri e tanti altri. Arrotonda scrivendo tesi di laurea a dando lezioni di matematica e di latino. Nel 1933 vince l'ambito Premio  Guelfo Civinini per il libro Vittorio Bottego e l'esplorazione dell'Omo. Rispondendo a un'inserzione entra alla Enciclopedia Treccani dove lavora a mezzo tempo. Qui conosce il filosofo Giovanni Gentile e il figlio di lui, il fisico teorico Giovanni Gentile junior  . Politicamente e moralmente sente l'ispirazione crociana e segue La Critica.
Continua a insegnare alla sera nella scuola privata di Arturo Finzi mentre di giorno si dedica all'Enciclopedia Italiana. Qui rimane fino alla chiusura dell'ufficio di Milano perché si era giunti alla lettera Z. Quando, nel 1938, le leggi razziali gli vietano l'insegnamento anche nelle scuole private Rinaldo trova da scrivere per altri che potevano firmare gli articoli. Come si dice in gergo fa il negro. In questo periodo il cugino Arnaldo Momigliano espatria in Inghilterra: a Oxford e Cambridge diventa Professore di Storia Greca e Romana. Più tardi insegnerà anche in America e alla Normale di Pisa.

## Le leggi razziali e la clandestinità
Nel 1938, in seguito alla emanazione delle leggi razziali, Rinaldo riceve una lettera dell"editore Paravia, presso il quale aveva pubblicato Vittorio Bottego e l'esplorazione del Giuba e Vittorio Bottego e l'esplorazione dell'Omo, che lo invitava a dichiarare di non essere ebreo. Benché non fosse osservante, anzi agnostico, Rinaldo si dichiarò orgoglioso delle proprie origini ebraiche. Fu così che venne epurato, ossia tutti i suoi libri furono tolti dalle librerie di tutt'Italia.
Dal 1938 al 1945 Rinaldo lavora clandestinamente per Aldo Garzanti, il suo nome non figura nemmeno per la contabilità. Viene pagato brevi manu alla presenza di un testimone. Per la Garzanti mette a punto le enciclopedie, che usciranno a guerra finita: la Piccola Enciclopedia Garzanti (PEG) e la Garzantina Scientifica. Alla stesura delle voci chiama molti dei suoi amici che sopravvivono clandestini. Le voci manoscritte si salvano dal rogo della Garzanti dell'agosto 1943, perché Rinaldo le ha presso di sé in un baule. In quegli anni si nasconde a Milano e si fa chiamare Signor De Ponti, usando il cognome della futura moglie, e cambia spesso abitazione, ma in tasca porta i suoi veri documenti.

## La guerra
Nel 1939 aveva deciso di sposare la sua fedele compagna, ma non era stata un'impresa semplice, perché erano vietati i matrimoni tra ebrei e cattolici. Gli venne detto che solo il Papa avrebbe potuto concedere a lei cattolica la dispensa con la quale sposarsi. Si imbarcò allora in numerosi viaggi tra Milano e Roma. In Vaticano non credettero subito all'onestà delle sue intenzioni e rimandarono. La tanto attesa dispensa venne data nel 1941. Emi ( Eufemia) De Ponti diventò finalmente sua moglie nella sagrestia di un parroco di Brescia (don Stefano Pebejani), il solo che, nonostante il benestare del Papa, accettò  di sposarli.
In piena guerra, nel 1942, Emi riesce a pubblicare da Corticelli il libro di fiabe di Rinaldo dal titolo Le Storie di Alazor presentandosi come l'autrice. Il libro, nonostante la guerra, viene esaurito subito. In questo periodo Rinaldo, per arrotondare, presta la sua penna a un articolista del L'Osservatore Romano, si impegna a tradurre i saggi Bertrand Barère e  Frederic the Great di Macaulay e fa da precettore ai figli del duca Tommaso Gallarati Scotti.
Intanto Emi si rifugia a Villa D'Adda in casa del podestà E. Locatelli, che è amico del fratello Enrico De Ponti, in quanto entrambi commerciano nella seta. Rinaldo fa la spola in bicicletta tra Milano e Villa d'Adda. Ogni volta che arrivano i fascisti, la figlia del podestà lo avverte e lui esce di casa e si allontana per i sentieri di campagna. Così giorno per giorno riesce a salvarsi.
Gli interessi letterari sono uniti a quelli scientifici. Rinaldo è al corrente del fronte della ricerca in Fisica, avendo accesso a riviste americane e inglesi che entrano in Italia sottobanco. Nel dopoguerra frequenterà, a Varenna, Villa Monastero, dove Enrico Fermi, che è emigrato in America, torna ogni tanto per tenere le sue lezioni.
Nel febbraio del 1944, la sorella Emilia, alla quale era nata la figlia Adriana nel 1934, e il marito Enrico Revere (il quale, dopo sedici anni come sottufficiale della Regia Marina era stato espulso  el 1938, perché ebreo, e si era messo a vendere medicinali), vicino a La Spezia (erano sfollati a Vezzano Ligure), dove erano molto ben voluti, non ascoltando gli amici che li incitano a fuggire più lontano, vengono presi da carabinieri italiani e deportati. Nessuno di loro farà ritorno.
Quando nell'agosto del 1945 scoppiano le atomiche sulle città giapponesi Rinaldo esordisce sul Corriere con un articolo in cui spiega il funzionamento dell'ordigno, che appare in prima pagina e senza firma.

## Il dopoguerra e il Corriere

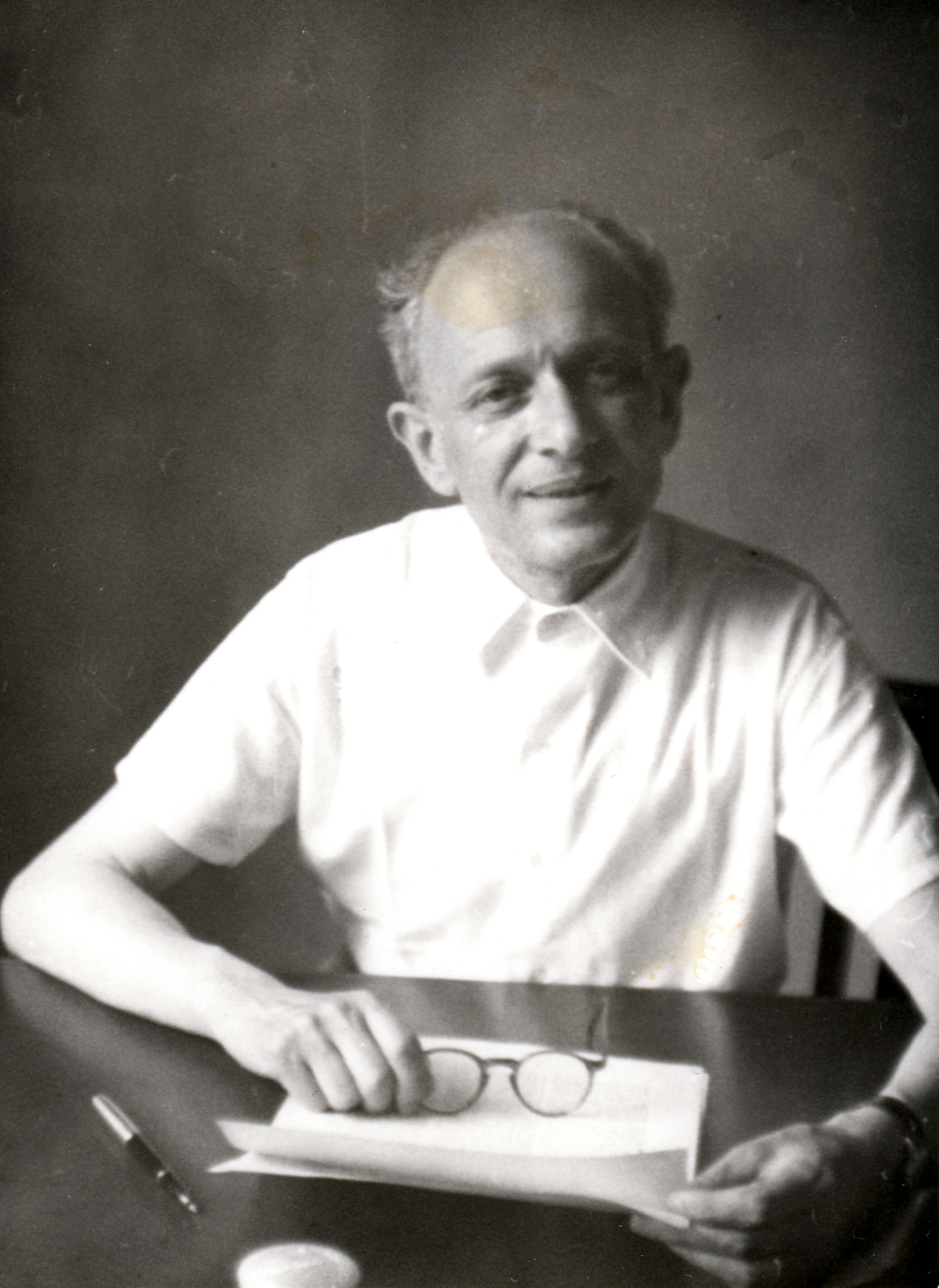
Rinaldo De Benedetti, Milano 1946

A guerra terminata, grazie all'amico Orio Vergani, inizia la sua collaborazione al Corriere di Guglielmo Emanuel, dove si firma Didimo, e alla Domenica del Corriere di Dino Buzzati. Presso la Aldo Garzanti nel 1949 fonda e dirige L'Illustrazione Scientifica mensile di scienza, scritto da studiosi italiani con due articoli per numero tradotti da Scientific American, rivista che allora compariva in Italia per la prima volta. Tra gli illustratori e impaginatori ci sono Bruno Munari e Fulvio Bianconi. La rivista durerà dieci anni e verrà edita più tardi (1957) da Feltrinelli, dove le copertine saranno di Albe Steiner.
Scrive anche sul Il Mondo di Pannunzio, sull'Illustrazione Italiana e collabora regolarmente a Colloqui, la rivista della Edison che entra in tutte le case. Pubblica con Hoepli l'Aneddotica delle Scienze (di cui verranno fatte due edizioni), con lo pseudonimo di Sagredo. Inoltre partecipa a numerose trasmissioni della Rai dal titolo Classe Unica, dalle quali nasceranno i volumi della Eri (Edizioni Rai): Uomini dell'Elettricità e Dizionarietto delle Nuovissime Scienze.

## La campagna per il controllo delle nascite
Rinaldo tra l'altro dalle colonne del Corriere combatte le sue battaglie demografiche denunciando con forza i rischi di una crescita incontrollata della popolazione. Tutto fila benissimo con il Direttore Guglielmo Emanuel, un aperto gentiluomo, finché, nel 1952, viene chiamato a dirigere Mario Missiroli, il quale non vede di buon occhio l'attività umanitaria di Rinaldo, lo manda a chiamare e gli vieta di scrivere di certi argomenti.
Nel 1953 (dopo che su Il Mondo di Mario Pannunzio era comparso il suo lungo articolo I figli della fame) è, con alcuni amici, tra i fondatori dell'AIED (Associazione Italiana per l'Educazione Demografica). All'epoca la propaganda anticoncezionale è vietata dall'articolo 553 del Codice penale (Codice Rocco) che viene fatto abolire dopo una lunga campagna di stampa e con numerose conferenze. In seguito nasceranno su tutto il territorio nazionale i Consultori Aied e Cemp.

## La Stampa di Giulio De Benedetti
Nel 1953 Rinaldo lascia il Corriere per La Stampa di Torino diretta da Giulio De Benedetti. Qui inizia una collaborazione che durerà quarantatré anni. Si firma ancora Didimo per non incorrere nella omonimia con il Direttore che peraltro non è parente. Scrive di scienza, di tecnica, di storia della cultura, di rapporti tra scienza e politica. Frequenti sono i suoi articoli di fondo.
È di questo periodo il racconto I mangiatori di semi (fantapolitica).
Collabora anche a numerose riviste tra cui Epoca di Enzo Biagi e L'Europeo di Giorgio Fattori. È commentatore ufficiale per il quotidiano torinese delle imprese spaziali; dal primo Sputnik sovietico (1957), fino allo sbarco americano sulla Luna (1969) e oltre. Nel 1959 la UTET lo incarica del Dizionario Rapido di Scienze pure e applicate, che uscirà, come previsto, nel 1962. In questi anni Giulio De Benedetti gli affida il compito di inventare la "Pagina della Scienza", la prima in Italia su un quotidiano, che dirigerà fino agli anni ottanta, quando lascerà a Piero Bianucci.

## La produzione letteraria
Nel 1964 esce da Guanda un suo libro di poesie, scelte tra le molte della sua costante produzione, dal titolo Modi Antichi, firmato "Sagredo". Lo pseudonimo, tratto dagli scritti di Galileo, è da lui ritenuto essenziale, desiderando egli tenere distinte la produzione letteraria da quella giornalistica. È di questi anni la raccolta di racconti di carattere filosofico Il Governatore e altri Apologhi, pubblicato nel 2011, nella sua prima parte, dalla Instar Libri di Torino con il titolo Il Governatore, e, per la seconda parte Gli Apologhi, pubblicato nel 2016 con il titolo Dove il bene è peccato, sempre dalla Instar Libri di Torino.
Nel 1965 viene nominato alla Commissione Rai per i programmi, dove frequenta tra gli altri, Eugenio Montale, Valentino Bompiani, Gaetano Afeltra, Mario Apollonio, Fidia Sassano e monsignor Guido Aceti. Molti sono gli incontri nella sua vita. Tra i filosofi Croce e Gentile. Tra i poeti Saba e Montale. La sua poesia è fedele ai metri classici, da cui il titolo Modi Antichi; i contenuti sono forti e legati al nostro tempo.
L'impegno morale lo porta a pubblicare diversi saggi sui problemi della popolazione e dell'ecologia: Il problema della Popolazione in Italia (Ed. Comunità, 1954), Siamo troppi in questo Mondo Inquinato (Edizioni Pan, Milano, 1972), Un Posto per l'Uomo (Etas Libri, Milano 1976), L'Inquinamento da Radiazioni (Atlas, Bergamo, 1979).
Lo stesso impegno lo porta a scrivere le voci di un Dizionarietto Morale che pubblica regolarmente sul quotidiano La Provincia di Cremona. L'opera alla fine arriverà a contare più di ottocento voci del nostro lessico, viste dal punto di vista filosofico da un uomo d'oggi. In questo filone letterario scrive tre saggi filosofici che racchiude nella Morale di un Agnostico.
A partire dagli anni '70 viene considerato il decano dei giornalisti scientifici in Italia e gli viene offerta la presidenza dell'UGIS (Unione Giornalisti Italiani Scientifici) della quale è tra i fondatori ma preferisce continuare a scrivere senza l'impaccio di cariche ufficiali e declina la nomina.
La sua collaborazione al quotidiano torinese continua con articoli e con regolari e numerose recensioni di testi che spaziano in tutta l'area scientifica, dalla biologia alla fisica, dalla matematica alla storia del pensiero scientifico. Testi alla cui lettura dedica molto del suo tempo.
Negli anni novanta si riaccosta ai classici greci in lingua e dedica due ore al giorno alla traduzione di Omero in esametri latini. In questi anni porta a termine la raccolta di racconti autobiografici, scritti in tempi diversi, dal titolo Memorie di un Nonagenario, che uscirà con il titolo Memorie di Didimo presso l'editore Scheiwiller di Milano nel 2008. Sono anche di questi anni i Sonetti Vespertini, (Libri Scheiwiller, Milano 2006). L'ultimo suo articolo sul La Stampa uscirà il 17 gennaio 1996, otto giorni dopo la sua scomparsa con un accorato commiato da parte dei suoi colleghi giornalisti.

## Gli pseudonimi
Sagredo: Giovan Francesco Sagredo è un nobile veneziano, scienziato egli stesso,  amico e benefattore di Galileo, il quale lo immortala nel Dialogo dei Massimi Sistemi , dove compare come suo allievo. Viene usato per scritti di carattere letterario, erudito o storico e nelle raccolte di poesie: Modi Antichi e Sonetti Vespertini.
Didimo: Proviene dallo pseudonimo foscoliano Didimo Chierico, traduttore del Viaggio sentimentale di Sterne, sotto il quale si celava il Foscolo stesso. Viene usato sul Corriere della Sera dal ’45 al ’53 e poi sul quotidiano La Stampa dal 1953 al 1996.
Emi De Ponti: nome e cognome della moglie. Viene usato in tempo di guerra per le novelle su Grazia e per il libro di fiabe Le storie di Alazor.
Alazor: anagramma di Lazzaro, il suo primo nome; viene usato sulla Domenica del Corriere nei primi Anni Cinquanta
Marco Valderi: talora usato nel dopoguerra su alcune riviste.

## Opere
- Vittorio Bottego e l'esplorazione del Giuba, Torino, Paravia, 1931
- Vittorio Bottego e l'esplorazione dell'Omo, Torino, Paravia, 1933
- L'ufficio tecnico nell'industria e nelle imprese edilizie, Milano, Registri Buffetti, 1933
- Le storie di Alazor, Milano, Corticelli, 1942, uscito con il nome di Emi De Ponti, la moglie; seconda edizione, L'Orto della Cultura, Pasian di Prato (Udine), 2022
- Antonio Pacinotti, Milano, Casa Editrice Oberdan Zucchi, 1937
- La conquista di Alessandro, Milano, Editore Antonio Vallardi, 1940, uscito con il nome di Ettore Fabietti.
- Nozioni di fisica, chimica e mineralogia per le scuole d'avviamento professionale, Milano, Garzanti, 1947
- Vedere e capire, con Pier Gildo Bianchi, Milano, Garzanti, 1947
- Aneddotica delle scienze, Milano, Hoepli, 1948, 2ª edizione ampliata, Milano, Hoepli, 1961
- Il progresso della tecnica, Torino, Eri (edizioni Rai), 1954
- Il problema della popolazione in Italia, Milano, Edizioni di Comunità, 1954
- Lettera su Verga al prof. Luigi Russo ovvero dell'inverecondia, Valenza Po, (Alessandria), Tipografia Novografica, 1955
- Invenzioni nella storia della civiltà, Torino, Eri (edizioni Rai), 1957
- Dizionarietto delle nuovissime scienze, Torino, Eri, (edizioni Rai), 1961
- Scienza e Tecnica, in Settantacinque anni di vita italiana, Servizio stampa e pubblicità della Montecatini nel 75-esimo anno della fondazione, Milano, 1963
- Modi Antichi, Parma, Guanda, 1964
- Uomini dell'elettricità, Torino, Eri (edizioni Rai), 1967
- Il padrone del mondo, estratto de L'Osservatore politico letterario, Milano, 1971
- Siamo troppi su questa terra inquinata, Milano, Pan, 1972
- Marconi: cento anni dalla nascita, Torino, Eri (edizioni Rai)1974
- Un posto per l'uomo: ambiente, popolazione, controllo delle nascite, Milano, Etas Libri, 1976
- L'inquinamento da radiazioni, Bergamo, Atlas, 1979
- Che cos'è.…: le parole della scienza, a cura dell'Unione Giornalisti Scientifici, Napoli, CUEN, 1997
- Sonetti Vespertini, Prefazione di Margherita Hack, con uno scritto di Piero Bianucci, Milano, Libri Scheiwiller, 2006
- Memorie di Didimo, Prefazione di Alberto Cavaglion, con una Nota di Gino Papuli, Milano, Libri Scheiwiller, 2008.
- Il governatore, Prefazione di Piero Bianucci, Torino, Instar Libri, 2011
- Dove il bene è peccato, Presentazione di Anna Fuortes De Benedetti, Torino, Instar Libri, 2016
- Le strane nozze di Diamantina e altri racconti, Prefazione di Corrado Viola, L'Orto della Cultura, Pasian di Prato (Udine), 2020
- Alla ricerca di se stessi, Prefazione di Vittorino Andreoli, L'Orto della Cultura, Pasian di Prato (Udine),  2021
- Il romanzo di Catullo, Presentazione di Luca Serianni, LED Edizioni Universitarie, Milano, 2021
- Stagioni amorose (1920-1996),Introduzione di Francesca Romana de'Angelis,  Studium Edizioni, Roma , 2024

## Curatele Introduzioni e traduzioni
- Piccola Enciclopedia Garzanti (PEG), Rinaldo De Benedetti (a cura di), Milano, Garzanti, 1946
- Anna Errera, Vita del Popolo Ebraico, Prefazione e Appendice di Rinaldo De Benedetti, Milano, Garzanti, 1947
- Enciclopedia Scientifica e Tecnica Garzanti, Rinaldo De Benedetti (a cura di), Milano, Garzanti, 1947
- Pierre Rousseau, La Conquête de la Science, Fayard, Paris, 1945, La conquista della scienza, traduzione di Rinaldo De Benedetti, Bianchi-Giovini, Milano, 1948
- Dizionario rapido di scienze pure e applicate, Rinaldo De Benedetti (a cura di), Torino, UTET, 1966
- I Grandi Nomi del XX secolo, Gli Scienziati, Introduzione di Rinaldo De Benedetti, Istituto Geografico De Agostini, Novara, !974
- Thomas Babington Macaulay, Frederic The Great, Federico il Grande, traduzione di Rinaldo De Benedetti, sul sito: https://rinaldodebenedettididimo.jimdofree.com
- Thomas Babington Macaulay, Bertrand Barrère, traduzione di Rinaldo De Benedetti, sul sito: https://rinaldodebenedettididimo.jimdofree.com